# مايك هاريس
مايك هاريس (بالإنجليزية: Mike Harris)‏ هو مهندس وسياسي كندي، ولد في 23 يناير 1945 في تورونتو في كندا. حزبياً، نشط في حزب أونتاريو المحافظ التقدمي. وقد انتخب عضو برلمان مقاطعة أونتاريو عن دائرة Nipissing (provincial electoral district) ‏ (19 مارس 1981 – 14 أبريل 2002) وانتخب رئيس وزراء أونتاريو ‏ (26 يونيو 1995 – 14 أبريل 2002).